# Butcher's Spur
Butcher's Spur är en bergstopp i Antarktis. Den ligger i Västantarktis. Nya Zeeland gör anspråk på området. Toppen på Butcher's Spur är 3 210 meter över havet.
Terrängen runt Butcher's Spur är varierad. Trakten är obefolkad. Det finns inga samhällen i närheten.